# ماريوس جيرارد
ماريوس جيرارد (بالفرنسية: Marius Girard)‏ هو شاعر فرنسي، ولد في 10 مايو 1838 في سان ريمي دو بروفنس في فرنسا، وتوفي في 1 أغسطس 1906.